# Baby cruising Love/Macaroni
Baby cruising Love/Macaroni (Baby cruising Love/マカロニ?) è l'undicesimo singolo, doppia a-side, del trio j-pop giapponese Perfume. È stato pubblicato il 16 gennaio 2008 dall'etichetta major Tokuma Japan Communications.
Il singolo è stato stampato in due versioni in confezione jewel case: una special edition con DVD extra ed una normal edition con copertina diversa.

## Tracce
Tutti i brani sono testo e musica di Yasutaka Nakata.

Dopo il titolo è indicata fra parentesi "()" la grafia originale del titolo.
1. Baby cruising Love (Baby cruising Love?) - 4:41
2. Macaroni (マカロニ?) - 4:39
3. Baby cruising Love ~Original Instrumental~ (Baby cruising Love 〜Original Instrumental〜?) - 4:41
4. Macaroni ~Original Instrumental~ (マカロニ 〜Original Instrumental〜?) - 4:39

### DVD
1. Baby cruising Love (Baby cruising Love?); videoclip

## Altre presenze
- Baby cruising Love:
  - 16/04/2008 - GAME
- Macaroni
  - 16/04/2008 - GAME

## Formazione
- Nocchi - voce
- Kashiyuka - voce
- A~chan - voce